# Habil Khorakiwala
Habil Fakhruddin Khorakiwala (* 1942 in Bombay) ist ein indischer Großindustrieller. Er ist mit einem Gesamtvermögen von 800 Mio. bis 1 Mrd. US-Dollar nach Forbes auf Platz 31 der reichsten Menschen in Indien und auf Platz 746 weltweit.

## Familie
Khorakiwala ist der älteste Sohn des indischen Unternehmers Fakhruddin T. Khorakiwala (1918–2011). Er ist verheiratet und hat drei Kinder.

## Leben
Habil Khorakiwala ging in Bombay zur Schule und studierte anschließend Pharmazie in Ahmedabad. Er hat außerdem einen Master-Abschluss in Pharmaceutical Science von der Purdue University im US-Bundesstaat Indiana und absolvierte ein Advanced Management Programme der Harvard Business School. In den 1960er-Jahren gründete Khorakiwala den Arzneimittelhersteller Wockhardt Ltd. (Nummer 10 in Indien) mit Sitz in Mumbai, dessen Chairman er ist. Er hält außerdem Beteiligungen an verschiedenen anderen internationalen Pharmafirmen, unter anderem in Brasilien, Südafrika, Mexiko, Deutschland und den USA.